# Pugno proibito
Pugno proibito (Kid Galahad) è un film del 1962 diretto da Phil Karlson, con protagonista Elvis Presley nei panni di un pugile. Il film venne distribuito dalla United Artists.
Si tratta di un remake del film del 1937 L'uomo di bronzo, con Edward G. Robinson, Bette Davis, e Humphrey Bogart.

## Trama
Walter Gulik capita per caso in una palestra di allenamento per pugili e, sempre per caso, si trova a dover salire sul ring, dove dimostra di avere un certo talento come combattente, possedendo un destro micidiale. Willy Grogan, proprietario della palestra, decide di prendere Walter nella sua scuderia di pugili.
Da quel momento Walter si dimostra un campione vincendo tutti gli incontri. Grogan, oppresso da ingenti debiti di gioco e taglieggiato dai gangster, ha un'unica possibilità di salvarsi: Walter dovrà truccare un suo incontro, perdendolo apposta in modo da far vincere le scommesse ai malviventi. Invece Walter vincerà ugualmente il match e la banda dei gangster verrà liquidata.

## Produzione
Remake di L'uomo di bronzo (1937), interpretato fra gli altri da Humphrey Bogart.
Le riprese si sono svolte tra il 12 novembre e il 21 dicembre 1961 in California, tra Idyllwild, Garner Valley, Lily Rock (montagne di San Giacinto) e Los Angeles; le scene interne sono state realizzate presso i Culver Studios a Culver City.
Per questo ruolo, Presley venne allenato dall'ex campione mondiale di boxe Mushy Callahan.

## Distribuzione
La prima del film avvenne il 11 agosto 1962; venne quindi distribuito nei cinema statunitensi dalla United Artists il 29 agosto successivo. Venne trasmesso in televisione per la prima volta dalla ABC TV nel 1965.
In Italia venne distribuito nelle sale cinematografiche dalla United Artists il 24 aprile 1963. Venne ri-distribuito qualche tempo dopo con il titolo "Il carnefice del ring" e con un nuovo poster con Bronson in evidenza, per sfruttare la sua popolarità del momento, sebbene l'attore avesse un ruolo minore nella pellicola; in questa versione vennero inoltre tagliate tutte le scene musicali di Elvis, il cui nome compariva nei manifesti in piccolo e con un errore ("ELVY PRESLEY").

## Colonna sonora
Nel film Elvis esegue i seguenti brani: King of the Whole Wide World; This Is Living; Riding the Rainbow; Home Is Where the Heart Is; I Got Lucky; A Whistling Tune.
Nel film si ascolta anche il brano Love Is for Lovers (interprete non accreditato).
Tutti i brani di Elvis vennero pubblicati all'epoca sull'EP Kid Galahad (EPA 4371).
Nel 1993 vennero inclusi sul CD "Kid Galahad And Girls! Girls! Girls!" (serie Double feature) senza bonus tracks.
Nel 2020 venne realizzata la raccolta in 2CD "The Kid Galahad Sessions", con tutti i brani originali e 40 versioni alternative.